# 李仁友
李 仁友（り じんゆう、生没年不詳）は、西夏の皇族。第7代皇帝襄宗の父。
第4代皇帝崇宗の子で、第5代皇帝仁宗の弟。越王に封じられた。